# Patriarchatsregister von Konstantinopel
Das Patriarchatsregister von Konstantinopel ist eine zentrale juristische Quelle zur Geschichte und Kirchenkultur der spätbyzantinischen Zeit. Geführt wurde das Register von der Kanzlei des Patriarchats von Konstantinopel. Überliefert sind darin Originalurkunden und Ausfertigungen (Abschriften) von Regelungen zu wirtschaftlichen, politischen, sozialen und kirchlichen Fragestellungen. Das Register enthält über 800 Dokumente. Diese wurden zwischen 1315 und 1402 vom oder für das Patriarchat verfasst. In der Österreichischen Nationalbibliothek werden sie als Cod. Vind. hist. gr. 47 und 48 verwahrt.
Für die byzantinische Forschung und die Diplomatik hat sie besondere Bedeutung neben den Athosurkunden und der Hexabiblos. Ogier Ghislain de Busbecq, in diplomatischen Diensten bei Süleyman I., brachte zwei erhaltene Bände Mitte des 16. Jahrhunderts nach Wien, wo sie nach interdisziplinärer Zusammenarbeit von Franz von Miklosich und Joseph Müller 1860/1862 in zwei Bänden der „Acta et diplomata Graeca medii aevi“ herausgegeben wurden. Die erste kritische Ausgabe organisierte Herbert Hunger.
In einer fragmentarisch erhalten gebliebenen – und von Hunger erstmals edierten – Textfassung des Codex Vindobonensis Hist. gr. 48 führt dieser Gerichtsentscheidungen des Patriarchen auf, durchweg betreffend privatrechtliche Materien. So geht es in den einzelnen Fällen etwa um die Bestätigung einer Emphyteuse (ähnlich einer Erbpacht), eine vergleichsweise Pfandauslösung mittels des Patriarchen, die vergleichsweise Einräumung einer Ratenzahlungsvereinbarung, die Stellung einer Bürgschaft zur Abwendung einer Kirchenhaft, die vergleichsweise Bestätigung einer Berechtigung zum Immobilienverkauf, eine zum Zeitpunkt der Niederschrift unerweisliche Mitgiftstreitigkeit und die Bestätigung eines Kaufvertrages aus Fürsorgegründen.